# José de Abreu (militare)
José de Abreu, I barone di Cerro Largo, (San Carlos, 1770 – Rosário do Sul, 20 febbraio 1827), è stato un militare brasiliano.
Ebbe un ruolo importante durante l'invasione luso-brasiliana, sconfiggendo in diverse battaglie le truppe orientali e i loro alleati. Morì nella battaglia di Ituzaingó, colpito da fuoco amico.

## Biografia
Nato nel villaggio di San Carlos, nei pressi di Maldonado, José de Abreu entrò prima nel reggimento di fanteria ed artiglieria de Rio Grande, e dopo dieci anni, nel corpo dei dragoni, con il quale partecipò alla campagna del 1801 nel territorio delle Misiones Orientales.
Raggiunto il grado di tenente colonnello, durante l'invasione luso-brasiliana della Banda Oriental riuscì il 3 ottobre 1816 ad evitare con la sua azione la capitolazione di São Borja, dove era asserregliato il generale Francisco das Chagas Santos. Il 3 gennaio dell'anno successivo attaccò a sorpresa l'accampamento di Artigas, riportando una netta vittoria nella battaglia di Arapey. Il giorno seguente riuscì a unire le sue forze a quelle del marchese di Alegrete per rovesciare le sorti della battaglia del Catalán e riportare una seconda vittoria contro Andrés Latorre. Il 6 luglio 1819 guidò le truppe che inflissero nella battaglia di Itacurubí la sconfitta definitiva ad Andrés Guazurary, che, catturato pochi giorni dopo, uscì dalla scena. Il 14 dicembre dello stesso anno fu sorpreso e attaccato da Artigas e Latorre sul fiume Santa María, subendo l'ultima sconfitta portoghese della campagna militare; raggiunto dai rinforzi di Câmara e del conte di Figueira, riuscendo così a respingere l'inseguimento nemico.
Dopo l'indipendenza del Brasile dal Portogallo fu nominato “governatore delle armi”, ossia responsabile militare di Rio Grande do Sul. Allo scoppio della guerra argentino-brasiliana partecipò alle prime fasi del conflitto, per ritirarsi a vita privata a seguito della sua destituzione dall'incarico militare. Le sconfitte subite dall'esercito brasiliano, però, lo spinsero a radunare un corpo di volontari a São Gabriel. Pochi giorni dopo, nel corso della battaglia di Ituzaingó, per un equivoco il suo reparto fu scambiato per uno nemico dall'esercito brasiliano; Abreu morì a causa dei colpi ricevuti.